# Altro ed altrove
Altro ed altrove è un album di Angelo Branduardi uscito nel 2003.
Tutti i testi sono di Luisa Zappa e sono tratti o ispirati da poesie d'amore di tutto il mondo e di tutte le epoche raccolte da lei e suo marito in anni di ricerca.
Tutti gli strumenti sono stati suonati da Angelo Branduardi e Carlo Gargioni.
Con la partecipazione straordinaria di Cecilia Gasdia, voce soprano in "L'ambasciata a Shiragi", e di Maddalena Branduardi, voci bianche in "Ille mi par esse deo. Un dio mi pare".
La copertina e il booklet del cd sono stati illustrati da Silvio Monti il quale ha partecipato al tour, seguito all'uscita del disco, illustrando e interpretando la musica che in quel momento veniva rappresentata. Per contro Branduardi ha presenziato ad alcune date di una mostra itinerante dell'artista denominata "Altro altrove & viceversa".
Molte polemiche hanno suscitato tra gli ammiratori di Branduardi e quelli di Enya le somiglianze (mai del tutto chiarite) tra i brani Il bacio e Lo straniero, molto simili negli arrangiamenti rispettivamente a Lazy Days (2000) e Orinoco Flow (1988) della cantante irlandese. Inoltre la ritmica elettronica di Ille mi par esse Deo...Un Dio mi pare ricorda quella iniziale del brano Angel dei Massive Attack. Infine, sono state notate somiglianze tra "Laila, Laila" e la sigla italiana del cartone animato "Hamtaro, piccoli criceti, grandi avventure", cantata da Cristina D'Avena e uscita l'anno precedente. C'è da dire che comunque tutto l'album è un'"autoispirazione", dato che Io canto la ragazza dalla pelle scura è simile al refrain strumentale della famosa Si può fare, a sua volta riscritta sul tema del brano rinascimentale La Mourisque di Tielman Susato, così come in Se Dio vorrà si rintraccia la melodia de La pulce d'acqua e come La Ballata del Fiume Blu che ha una leggera somiglianza musicale, nelle strofe, con i brani Il bambino dei topi e Nascita di un lago, così come per L'ambasciata a Shiragi e Prima di ripartire.
Il brano Ch'io sia la fascia è presente anche nel primissimo album dell'artista, Angelo Branduardi del 1974.

## Tracce
1. Laila, Laila – 3:14
2. Notturno indiano – 3:19
3. La candela e la falena – 3:23
4. Se Dio vorrà – 3:28
5. Io canto la ragazza dalla pelle scura – 3:35
6. La signora dai capelli neri ed il cacciatore – 4:06
7. Ille mi par esse Deo... Un Dio mi pare – 3:57
8. L'ambasciata a Shiragi – 3:06
9. Giovane per sempre – 3:40
10. Ch'io sia la fascia – 2:54
11. Lo straniero – 3:14
12. La ballata del fiume blu – 2:54
13. Il bacio – 4:22
14. Donna di luce – 4:00